# سهره‌های سینه‌سرخ
سهره‌های سینه‌سرخ (نام علمی: Linaria) یک سرده از پرندگان کوچک گنجشک‌سان از تیرهٔ سهرگان (Fringillidae) است که شامل سهره کوهی و سهره‌های سینه‌سرخ است. نام سرده linaria در لاتین برای کتان‌باف است که از واژهٔ linum به معنی " کتان " است.
این گونه در گذشته در سردهٔ Carduelis جای داشت. یک مطالعه تبارزایی مولکولی با استفاده از توالی‌های دی‌ان‌ای میتوکندری و هسته‌ای که در سال ۲۰۱۲ منتشر شد، نشان داد که این سرده چندتبار است. بنابراین، به دو سردهٔ تک‌تبار تقسیم شد و سهرهٔ کوهی و سهره‌های سینه‌سرخ به سردهٔ موجود Linaria منتقل شدند. این نام ابتدا در سال ۱۸۰۲ توسط طبیعت‌شناس آلمانی یوهان ماتیوس بششتاین معرفی شد.

## گونه‌ها
این سرده دارای چهار گونه است:
| نگاره | نام علمی             | نام رایج             | پراکندگی                       |
| ----- | -------------------- | -------------------- | ------------------------------ |
|       | Linaria flavirostris | سهره کوهی            | شمال اروپا و سراسر آسیای مرکزی |
|       | Linaria cannabina    | سهره سینه‌سرخ         | اروپا، غرب آسیا و شمال آفریقا  |
|       | Linaria yemenensis   | سهره سینه‌سرخ یمنی    | عربستان سعودی و یمن            |
|       | Linaria johannis     | سهره سینه‌سرخ ورسنگلی | سومالی                         |